# Jo Dingena
Jo (Sjo, Joop) Dingena (Maastricht, 2 februari 1930) was een Nederlands voetballer. Hij speelde als aanvaller en ook als middenvelder voor Fortuna '54 en Alkmaar '54. Hij was in 1954 topscorer van de NBVB-competitie.

## Loopbaan

### Amateurjaren
Hij groeide als voetballer op bij MVV in zijn geboortestad Maastricht. Hij speelde acht jaar in de jeugdafdeling maar een doorbraak in de hoofdmacht bleef uit.
Hij vertrok in 1950 naar tweedeklasser Kimbria in Maastricht. Hij speelde in de voorhoede, meestal als rechtsbuiten. Na het kampioenschap in 1953 verruilde hij Kimbria voor Ammelie dat in de vierde klasse uitkwam. Dingena had als veelscorende aanvaller een groot aandeel in het kampioenschap van Ammelie in 1954 en de promotie naar de derde klasse.

### Beroepsvoetbal
Dingena werd in de zomer van 1954 aangetrokken door Fortuna '54. De pas opgerichte profclub uit het Zuid-Limburgse  Geleen ging deelnemen aan de ‘wilde’ competitie van de NBVB (Nederlandse Beroeps Voetbal Bond).  Van de zestien beroepsvoetballers die voor Fortuna '54 uitkwamen, was Dingena de speler die afkomstig was van het laagste voetbalniveau (vierde klasse). Fortuna '54 trok enkele bekende (oud-)internationals aan zoals Cor van der Hart, Frans de Munck en Jan Notermans.
Toch zou de 24-jarige aanvaller een belangrijke rol spelen in de profcompetitie die niet erkend werd door de KNVB. Samen met Wim Dormans en André Ravestijn zorgde hij voor de Maastrichtse inbreng bij de Geleense club.
Zoals alle spelers, die voor de NBVB uitkwamen, werd ook Dingena geschorst en werd hem het lidmaatschap van de KNVB ontnomen.

### Topscorer NBVB
In de openingswedstrijd van Fortuna '54 was Dingena niet opgesteld. Een week later op 19 september 1954 thuis in de derby tegen Rapid '54, kreeg hij zijn kans als vervanger van linksbuiten Wim Huis. Fortuna won met 4-1 en debutant Dingena scoorde de vierde treffer.
Op 3 oktober besliste Dingena met twee doelpunten de topper tegen BVC Amsterdam (2-1). In tien wedstrijden scoorde hij twaalf keer en hij werd topscorer van de NBVB-competitie die eind november 1954 eindigde. Door de fusie tussen de beide voetbalbonden begon op 28 november een volledig nieuwe competitie.

### Fortuna '54
Jo Dingena had zijn plek in de voorhoede van Fortuna '54 verworven, maar het scoren van doelpunten ging hem na de herstart onder de KNVB-vlag niet meer zo gemakkelijk af. In het seizoen 1954/55 bleef hij op twee treffers steken. In 1955 kreeg de aanvalslinie versterking van Bram Appel en Bart Carlier waardoor Dingena op het tweede plan belandde. In het eerste seizoen van de Eredivisie kwam hij nog tot zes optredens waarvan vijf invalbeurten. Medio 1957 werd hij door Fortuna '54 op de transferlijst gezet.

### Naar Alkmaar
Na de zomer van 1957 vertrok hij naar Alkmaar '54 dat uitkwam in de Eerste divisie A. Bij zijn nieuwe club werd hij vaker als middenvelder en ook als verdediger ingezet. Na twee seizoenen stopte hij op 29-jarige leeftijd als profvoetballer. Hij bleef in Alkmaar wonen en ging spelen bij amateurclub Kolping Boys in Oudorp. Hij werd later ook trainer van deze vereniging evenals van LSVV uit Zuid-Scharwoude. 

## Clubstatistieken
| Seizoen | Club        | Land      | Competitie        | Competitie | Competitie | Beker | Beker | Internationaal | Internationaal | Overig | Overig | Totaal | Totaal |
| Seizoen | Club        | Land      | Competitie        | Wed.       | Dlp.       | Wed.  | Dlp.  | Wed.           | Dlp.           | Wed.   | Dlp.   | Wed.   | Dlp.   |
| ------- | ----------- | --------- | ----------------- | ---------- | ---------- | ----- | ----- | -------------- | -------------- | ------ | ------ | ------ | ------ |
| 1954/55 | Fortuna '54 | Nederland | NBVB (afgebroken) | 10         | 12         | –     | –     | 0              | 0              | 0      | 0      | 10     | 12     |
| 1954/55 | Fortuna '54 | Nederland | Eerste klasse B   | 16         | 2          | –     | –     | 0              | 0              | 0      | 0      | 16     | 2      |
| 1955/56 | Fortuna '54 | Nederland | Hoofdklasse A     | 18         | 2          | –     | –     | 0              | 0              | 0      | 0      | 18     | 2      |
| 1956/57 | Fortuna '54 | Nederland | Eredivisie        | 6          | 1          | –     | 0     | 0              | 0              | 0      | 0      | 6      | 1      |
| 1957/58 | Alkmaar '54 | Nederland | Eerste divisie A  | 25         | 4          | 3     | 0     | 0              | 0              | 0      | 0      | 28     | 4      |
| 1958/59 | Alkmaar '54 | Nederland | Eerste divisie A  | 4          | 0          | 3     | 1     | 0              | 0              | 0      | 0      | 7      | 1      |
| Totaal  | Totaal      | Totaal    | Totaal            | 79         | 21         | 6     | 1     | 0              | 0              | 0      | 0      | 85     | 22     |

## Persoonlijk
Dingena huwde in november 1957 in Maastricht met Annie Matthieu. Hij was reeds overleden toen zij in mei 2007 op 77 jarige leeftijd overleed.